# Пост-Волинська вулиця
Пост-Воли́нська ву́лиця — вулиця в Солом'янському районі міста Києва, місцевість Пост-Волинський. Пролягає від залізничних колій поблизу станції Київ-Волинський до Відрадного проспекту.
Прилучається Новопольова вулиця.

## Історія
Вулиця виникла в 1950-ті роки. Сучасна назва — з 1958 року від колишньої назви залізничної станції Київ-Волинський. Забудова вулиці — промислова.